# Judith Black
Judith Black född 1 januari 1945 i USA, är en professionell berättare, som har turnerat i USA, Europa och Främre Orienten. Hon har givit ut tretton CD och vunnit flera prestigefyllda utmärkelser, bland andra Oracle Excellence Awards. Hon har deltagit i berättarfestivaler i USA och Kanada.
Black har studerat vid Wheelock College I Boston och Royal Academy of Dramatic Art i London. Hon var adjungerad professor vid Lesley University i Cambridge, Massachusetts. Black har bidragit till att introducera storytelling i Nederländerna, Finland och Sverige.

## Tema
Black har ett brett spektrum av teman. Hon belyser historiska händelser, alltifrån Gilgamesheposet till feminismens historia. Hon berättar om Lucy Stone i skolor och förlika organisationer och företag. Även berättelser och legender från den judiska kulturen är ett populärt tema.